# Mo' Better Blues
Pour plus de détails, voir Fiche technique et Distribution.
Mo' Better Blues est un film américain de Spike Lee, sorti en 1990.

## Synopsis
En 1969, Bleek Gilliam a 12 ans quand il commence son initiation à la trompette. 20 ans plus tard, il a formé son quintette et joue avec passion. À tel point qu'il ne fait guère attention à son entourage, ignorant ses groupies Indigo et Clarke, et laissant son impresario Giant s'endetter au point de leur attirer des ennuis à tous deux... 

## Fiche technique
- Titre original : Mo' Better Blues
- Réalisation et scénario : Spike Lee
- Montage : Samuel D. Pollard
- Directeur de la photographie : Ernest R. Dickerson
- Musique : Bill Lee, avec des chansons écrites par Terence Blanchard
- Décors : Wynn Thomas
- Costumes : Ruth E. Carter
- Producteurs : Jon Kilik et Spike Lee

Coproducteur : Monty Ross
- Société de production : 40 Acres & A Mule Filmworks
- Distribution : Universal Pictures (États-Unis), United International Pictures (France)
- Pays de production :  États-Unis
- Langue originale : anglais
- Genre : comédie dramatique et musicale
- Date de sortie[1] : 
  - États-Unis : 3 août 1990
  - France : 21 novembre 1990

## Distribution
- Denzel Washington (VF : Emmanuel Jacomy) : Bleek Gilliam
- Spike Lee (VF : Pascal Légitimus) : Giant
- Wesley Snipes (VF : Pascal Renwick) : Shadow Henderson
- Giancarlo Esposito : Left Hand Lacey
- Robin Harris (VF : Gérard Essomba) : Butterbean Jones
- Joie Lee (VF : Maïk Darah) : Indigo Downes
- Bill Nunn : Bottom Hammer
- John Turturro (VF : Michel Mella) : Moe Flatbush
- Dick Anthony Williams : Big Stop Williams
- Cynda Williams (VF : Micky Sébastian) : Clarke Bentancourt
- Nicholas Turturro (VF : Luq Hamet) : Josh Flatbush
- Jeff « Tain » Watts (VF : Jean-François Vlérick) : Rhythm Jones
- Samuel L. Jackson (VF : Daniel Kamwa) : Madlock
- Leonard L. Thomas (en) : Rod
- Charles Q. Murphy : Eggy
- Steve White : Born Knowledge
- Rubén Blades (VF : Serge Lhorca) : Petey
- Linda Hawkins (VF : Marie Vincent) : Jeanne
- Bill Lee (VF : Med Hondo) : le père d'Indy
- Doug E. Doug : Jimmy the Busboy (sous le nom de Douglas Bourne)
- Joe Seneca : un ami de Big Stop

## Production
Mo' Better Blues marque la première collaboration entre Spike Lee et Denzel Washington. Elle se poursuivra avec Malcolm X (1992), He Got Game (1998) et Inside Man : L'Homme de l'intérieur (2006).
Le rôle principal (Bleek Gilliam),  que Denzel Washington interprète, était originellement écrit pour Wesley Snipes, qui interprète finalement Shadow Henderson, Branford Marsalis était, lui, originellement pressenti pour jouer ce rôle.
Le rôle de Clarke Bentancourt est proposé à Halle Berry, qui refuse en raison des scènes de sexe.
Le tournage a lieu de septembre à décembre 1989. Il se déroule à New York : le pont de Brooklyn, à Manhattan (Shinbone Alley, 141e rue, Broadway, Cherry Lane Theatre, East Village, Greenwich Village, Harlem Hospital Center, Tower Records) et à Brooklyn (Brooklyn Heights, Fort Greene, Park Slope, Prospect Park).

## Musique
La bande originale est composée et interprétée par Terence Blanchard et le Quartet de Branford Marsalis. L'album a été nommé au Soul Train Music Awards dans la catégorie meilleur album de jazz en 1991. Cet album ne contient pas les compositions de Bill Lee, le père du réalisateur, qui travaille pour la dernière fois sur un film de son fils.
| Liste des titres | Liste des titres                | Liste des titres                                                     | Liste des titres                  | Liste des titres | Liste des titres | Liste des titres | Liste des titres | Liste des titres | Liste des titres |
| No               | Titre                           | Auteur                                                               | Chant                             | Durée            |                  |                  |                  |                  |                  |
| ---------------- | ------------------------------- | -------------------------------------------------------------------- | --------------------------------- | ---------------- | ---------------- | ---------------- | ---------------- | ---------------- | ---------------- |
| 1.               | Harlem Blues                    | W. C. Handy                                                          | Cynda Williams                    | 4:50             |                  |                  |                  |                  |                  |
| 2.               | Say Hey                         | Branford Marsalis                                                    |                                   | 3:18             |                  |                  |                  |                  |                  |
| 3.               | Knocked Out the Box             | Branford Marsalis                                                    |                                   | 1:35             |                  |                  |                  |                  |                  |
| 4.               | Again, Never                    | Bill Lee                                                             |                                   | 3:54             |                  |                  |                  |                  |                  |
| 5.               | Mo' Better Blues                | Bill Lee                                                             |                                   | 3:40             |                  |                  |                  |                  |                  |
| 6.               | Pop Top 40                      | - Branford Marsalis - Spike Lee                                      | Denzel Washington & Wesley Snipes | 5:40             |                  |                  |                  |                  |                  |
| 7.               | Beneath the Underdog            | Branford Marsalis                                                    |                                   | 5:07             |                  |                  |                  |                  |                  |
| 8.               | Jazz Thing                      | - Keith Elam - Branford Marsalis - Lolis Eric Elie - Chris E. Martin | Gang Starr                        | 4:48             |                  |                  |                  |                  |                  |
| 9.               | Harlem Blues (Acapulco version) | W. C. Handy                                                          | Cynda Williams                    | 4:46             |                  |                  |                  |                  |                  |
| 37:38            |                                 |                                                                      |                                   |                  |                  |                  |                  |                  |                  |

Musiciens
- Branford Marsalis : saxophone ténor, saxophone soprano
- Kenny Kirkland : piano
- Robert Hurst : guitare basse
- Jeff « Tain » Watts : batterie
- Terence Blanchard : trompette

## Distinctions

### Récompense
- Mostra de Venise 1990 : prix "Bastone Bianco" - mention spéciale pour Spike Lee[4]

### Nominations
- Mostra de Venise 1990 : en compétition pour le Lion d'or
- Young Artist Awards : meilleur jeune acteur dans un second rôle pour Zakee Howze et meilleure distribution de jeune dans un film

## Sortie vidéo
Mo' Better Blues ressort en DVD et combo DVD/Blu-ray le 7 juillet 2020 édité par Elephant Films, avec en complément un livret signé Stephen Sarrazin (32 pages) et une analyse du film par Régis Dubois.

## Controverse
Pour le portrait des propriétaires du club Moe et Josh Flatbush, Spike Lee s'attira les foudres d'organisations juives comme Anti-Defamation League. L'association déplore des stéréotypes antisémites en ironisant sur le fait que Spike Lee s'est largement fait connaître en dénonçant les stéréotypes et préjudices raciaux et qu'il a employé les mêmes tactiques qu'il contestait.
Spike Lee répond alors dans un éditorial dans le The New York Times. Il y déplore qu'Hollywood a toujours écrit des rôles de souteneurs, de meurtriers, de prostituées, de prisonniers, de violeurs ou de toxicomanes pour les Afro-Américains. Il ajoute que les scènes avec les frères juifs Flatbush n'occupent que 10 minutes de son film, durée infime en comparaison de 100 ans de films hollywoodiens racistes et antisémites.

## Commentaire
Il s'agit du dernier film de Robin Harris (en), décédé en mars 1990 peu de temps avant la sortie du film, qui lui est dédié.